# Adversus nationes
Adversus nationes è un'opera in lingua latina di Arnobio di Sicca. Il titolo dell'opera nella traduzione italiana è Difesa della vera religione. L'opera è un trattato apologetico articolato in sette libri, l'ultimo dei quali risulta incompiuto, scritto prima del 311.

## Storia
L'opera è circolata anche con il titolo Adversus gentes che (come pure Adversus nationes, titolo probabilmente originale dell'opera) significa letteralmente "Contro le genti", cioè contro i pagani. Si ritiene tuttavia che il titolo Adversus nationes sia quello originale poiché tale è il titolo datoci dal manoscritto più antico, un manoscritto del IX secolo conservato a Parigi. L'autore era un retore di Sicca Veneria, nell'Africa proconsolare, che in passato era stato maestro di Lattanzio. Secondo San Girolamo, Arnobio si sarebbe convertito al Cristianesimo in tarda età, e avrebbe scritto i sette libri dell'Adversus nationes come prova della sua conversione.

## Contenuto dell'opera
La cultura teologica e la conoscenza della Bibbia, da parte di Arnobio, non sembrano tuttavia molto buone per cui si presume che l'autore non conoscesse ancora molto bene i fondamenti della nuova religione o che addirittura non avesse mai letto l'Antico Testamento. La sua rilevanza quindi più che sul piano dottrinale è da intendersi sul piano umano: la sua opera è una testimonianza di travagli interiori e conflitti che accompagnarono la sua conversione al Cristianesimo in un'epoca di passaggio, quando ancora la religione non aveva trovato posto nelle istituzioni dell'Impero ma era in procinto di liberarsi dalla persecuzione; di particolare interesse anche la descrizione del mondo pagano, da cui Arnobio, di cui si conservano nella sua opera notizie di rare particolarità.
L'opera è caratterizzata da un profondo pessimismo sulla natura umana e la parte più vigorosa dell'opera è la pars destruens in cui si scaglia contro le miserie umane.
Da notare come la prosa molto disadorna della lingua dei testi sacri è difesa dall'autore come la prosa più adatta alla verità, per quanto poi nello stile l'autore rimane piuttosto fedele all'impostazione della retorica classica.
È interessante, nella prosa latina di Arnobio, la definitiva affermazione del cursus, l'andamento ritmico del periodo derivato dal numerus della prosa classica.

## Edizioni
- I sette libri contro i pagani; a cura di Renato Laurenti, Torino: Società editrice internazionale, 1962, p. XXVIII + 258
- Arnobius, Difesa della vera religione; introduzione, traduzione e note a cura di Biagio Amata, Roma: Città nuova, 2000, 438 p., ISBN 88-311-3153-2 (Google libri)